# Michael Olise
Michael Akpovie Olise (Hammersmith, 12 de diciembre de 2001) es un futbolista británico, nacionalizado francés, que juega en la demarcación de centrocampista en el Bayern de Múnich de la 1. Bundesliga de Alemania.

## Trayectoria
Tras formarse como futbolista en las categorías inferiores del Reading F. C., jugar en el primer equipo y marcharse traspasado en 2021 al Crystal Palace F. C., finalmente el 11 de septiembre de 2021 debutó con el primer equipo en la Premier League contra el Tottenham Hotspur. El encuentro finalizó con un resultado de 3-0 a favor del conjunto londinense tras los goles de Wilfried Zaha y un doblete de Odsonne Edouard. En total disputó 90 partidos en los que marcó 16 goles y dio 25 asistencias.

### Bayern de Múnich
El 7 de junio de 2024 se hizo oficial su fichaje por el Bayern de Múnich por cinco temporadas con una tarifa de transferencia reportada de €60 millones, incluidos complementos. Olise hizo su debut como suplente en una victoria por 4-0 en la DFB-Pokal contra el Ulm el 16 de agosto, registrando una asistencia para el gol de Kingsley Coman a los dos minutos de ingresar al campo. El 14 de septiembre, marcó su primer gol en la Bundesliga en una victoria por 6-1 sobre el Holstein Kiel.
En su primera temporada, fue el segundo máximo goleador del Bayern y repartió 18 asistencias, ganando el premio al Mejor Revelación de la Bundesliga, además de anotar siete goles en la Liga de Campeones.

## Selección nacional
El 6 de septiembre de 2024 hizo su debut con la selección de Francia en un partido de la Liga de Naciones de la UEFA 2024-25 frente Italia que perdieron por uno a tres.

## Estadísticas

### Clubes
Actualizado al último partido disputado el 16 de agosto de 2025.
| Club | Div.          | Temporada     | Liga(1) | Liga(1) | Liga(1) | Copas nacionales(2) | Copas nacionales(2) | Copas nacionales(2) | Copas internacionales(3) | Copas internacionales(3) | Copas internacionales(3) | Total | Total | Total  |
| Club | Div.          | Temporada     | Part.   | Goles   | Asist.  | Part.               | Goles               | Asist.              | Part.                    | Goles                    | Asist.                   | Part. | Goles | Asist. |
| --- | ------------- | ------------- | ------- | ------- | ------- | ------------------- | ------------------- | ------------------- | ------------------------ | ------------------------ | ------------------------ | ----- | ----- | ------ |
| Reading F. C. Inglaterra | 2.ª           | 2018-19       | 4       | 0       | 0       | 0                   | 0                   | 0                   | —                        | —                        | —                        | 4     | 0     | 0      |
| Reading F. C. Inglaterra | 2.ª           | 2019-20       | 19      | 0       | 1       | 4                   | 0                   | 1                   | —                        | —                        | —                        | 23    | 0     | 2      |
| Reading F. C. Inglaterra | 2.ª           | 2020-21       | 44      | 7       | 12      | 2                   | 0                   | 0                   | —                        | —                        | —                        | 46    | 7     | 12     |
| Reading F. C. Inglaterra | Total club    | Total club    | 67      | 7       | 13      | 6                   | 0                   | 1                   | 0                        | 0                        | 0                        | 73    | 7     | 14     |
| Crystal Palace F. C. Inglaterra | 1.ª           | 2021-22       | 26      | 2       | 5       | 5                   | 2                   | 3                   | —                        | —                        | —                        | 31    | 4     | 8      |
| Crystal Palace F. C. Inglaterra | 1.ª           | 2022-23       | 37      | 2       | 11      | 3                   | 0                   | 0                   | —                        | —                        | —                        | 40    | 2     | 11     |
| Crystal Palace F. C. Inglaterra | 1.ª           | 2023-24       | 19      | 10      | 6       | 0                   | 0                   | 0                   | —                        | —                        | —                        | 19    | 10    | 6      |
| Crystal Palace F. C. Inglaterra | Total club    | Total club    | 82      | 14      | 22      | 8                   | 2                   | 3                   | 0                        | 0                        | 0                        | 90    | 16    | 25     |
| Bayern de Múnich · Alemania | 1.ª           | 2024-25       | 34      | 12      | 15      | 2                   | 0                   | 1                   | 19                       | 8                        | 4                        | 55    | 20    | 20     |
| Bayern de Múnich · Alemania | 1.ª           | 2025-26       | 0       | 0       | 0       | 1                   | 0                   | 0                   | 0                        | 0                        | 0                        | 1     | 0     | 0      |
| Bayern de Múnich · Alemania | Total club    | Total club    | 34      | 12      | 15      | 3                   | 0                   | 1                   | 19                       | 8                        | 4                        | 56    | 20    | 20     |
| Total carrera | Total carrera | Total carrera | 183     | 33      | 50      | 17                  | 2                   | 5                   | 19                       | 8                        | 4                        | 219   | 43    | 59     |
| (1) Incluye datos de Premier League. (2) Incluye datos de Copa de la Liga, FA Cup, Copa de Alemania y Supercopa de Alemania. (3) Incluye datos de Liga de Campeones de la UEFA y Copa Mundial de Clubes de la FIFA. |               |               |         |         |         |                     |                     |                     |                          |                          |                          |       |       |        |

## Palmarés

### Títulos nacionales
| Título                | Club             | País     | Año  |
| --------------------- | ---------------- | -------- | ---- |
| 1. Bundesliga         | Bayern de Múnich | Alemania | 2025 |
| Supercopa de Alemania | Bayern de Múnich | Alemania | 2025 |

### Distinciones individuales
| Distinción                         | Año  |
| ---------------------------------- | ---- |
| Novato del año de la 1. Bundesliga | 2025 |